# Edward De Lacy Evans
Pour les articles homonymes, voir Evans.
Edward De Lacy Evans, né vers 1830 et mort le 25 août 1901, est un domestique, forgeron et chercheur d'or qui a immigré d'Irlande en Australie en 1856.
Evans attire l'attention médiatique en 1879 lorsqu'il révèle qu'il a été assigné femme à la naissance.
Tout au long de sa vie, Evans est admis dans plusieurs asiles d'aliénés, où les médecins tentent de le « guérir » de son identité masculine. Malgré ces tentatives, il vit en tant qu’homme pendant au moins 22 ans. Evans est enregistré comme le père de son fils. Vers 1880, il reconnait publiquement son identité, notamment en se produisant au Melbourne Waxworks sous le slogan « The Wonderful Male Impersonator » et à Sydney sous le nom de « The Man-Woman Mystery ».

## Jeunesse et nom
Edward De Lacy Evans nait vers 1830 sous le nom d'Ellen Tremayne ou Tremaye. Les détails de la jeunesse d'Evans et son choix de nom restent peu connus.
Evans déclare aux mineurs avec lesquels il travaille en Australie qu'il est né en France, qu'il a volé 500 £ lorsqu'il était enfant et qu'il s'est enfui dans le comté de Waterford, où il a acquis son accent irlandais. Cependant, une femme vivant près de Corop, qui prétend être une ancienne voisine du comté de Kilkenny, identifie Evans comme étant « Ellen Lacy ». Elle affirme qu'Evans a eu un enfant illégitime, s'est enfui en Amérique et est revenue en Irlande au début des années 1850 sous le nom de « Mme De Lacy Evans ». Selon elle, Evans a conduit de façon spectaculaire un cheval lors d'un rassemblement convoqué par John Ponsonby, 5e comte de Bessborough, pour finalement être « arrachée de son poney » et forcée de « partir ».
La troisième épouse d'Evans, Julia Marquand, affirme que le nom « De Lacy Evans » est un nom de famille et que son oncle était le général britannique George de Lacy Evans.
Après son hospitalisation, Evans parle peu de son passé et est décrit comme « peu communicatif » et comme quelqu'un de taciturne. En 1879, lorsqu'on lui demande pourquoi il a « imité un homme », Evans répond : « Oh, cela n'a pas d'importance, et plus vite ils me mettront hors d'état de nuire et en finiront avec moi, mieux ce sera ».

## Immigration à Victoria
En 1856, Edward De Lacy Evans arrive à Victoria, en Australie, pendant la période de la ruée vers l'or, à bord de l'Ocean Monarch dans le cadre du programme d'immigration assistée. Ce programme vise à fournir la main-d'œuvre et les résidents nécessaires à la colonie en pleine croissance. Evans voyage sous le nom d'Ellen Tremayne et, dans les informations fournies sous une identité féminine, déclare avoir 26 ans, être née dans le comté de Kilkenny, être catholique romaine, femme de ménage et savoir lire et écrire. 
Pendant la majeure partie du voyage en Australie, Evans porte une tenue originale : une robe en mérinos verte et un manteau en peau de phoque lui arrivant presque aux chevilles, avec une chemise et un pantalon pour homme. Evans transporte également un coffre rempli de vêtements masculins, estampillés du nom « Edward De Lacy Evans ». Ces bagages, ainsi que ses liaisons apparentes formées avec certaines compagnes de cabine, aliment les rumeurs parmi les passagers selon lesquelles Evans est un homme se faisant passer pour une femme.
L'une de ses compagnes, identifiée comme Rose Kelly, tombe malade et débarque à Rio de Janeiro en cours de route. Une autre, Mary Montague, est également mentionnée. D'autres passagers supposent que le véritable Edward De Lacy Evans a incité Ellen Tremayne à prendre le bateau avec lui en lui envoyant sa malle, pour ensuite l'abandonner plus tard. Une théorie ultérieure suggère que les vêtements sont ceux d'Evans et qu'il a choisi de voyager sous un déguisement féminin, soit par peur d'être révélé aux hommes, soit par préférence pour la compagnie des femmes.

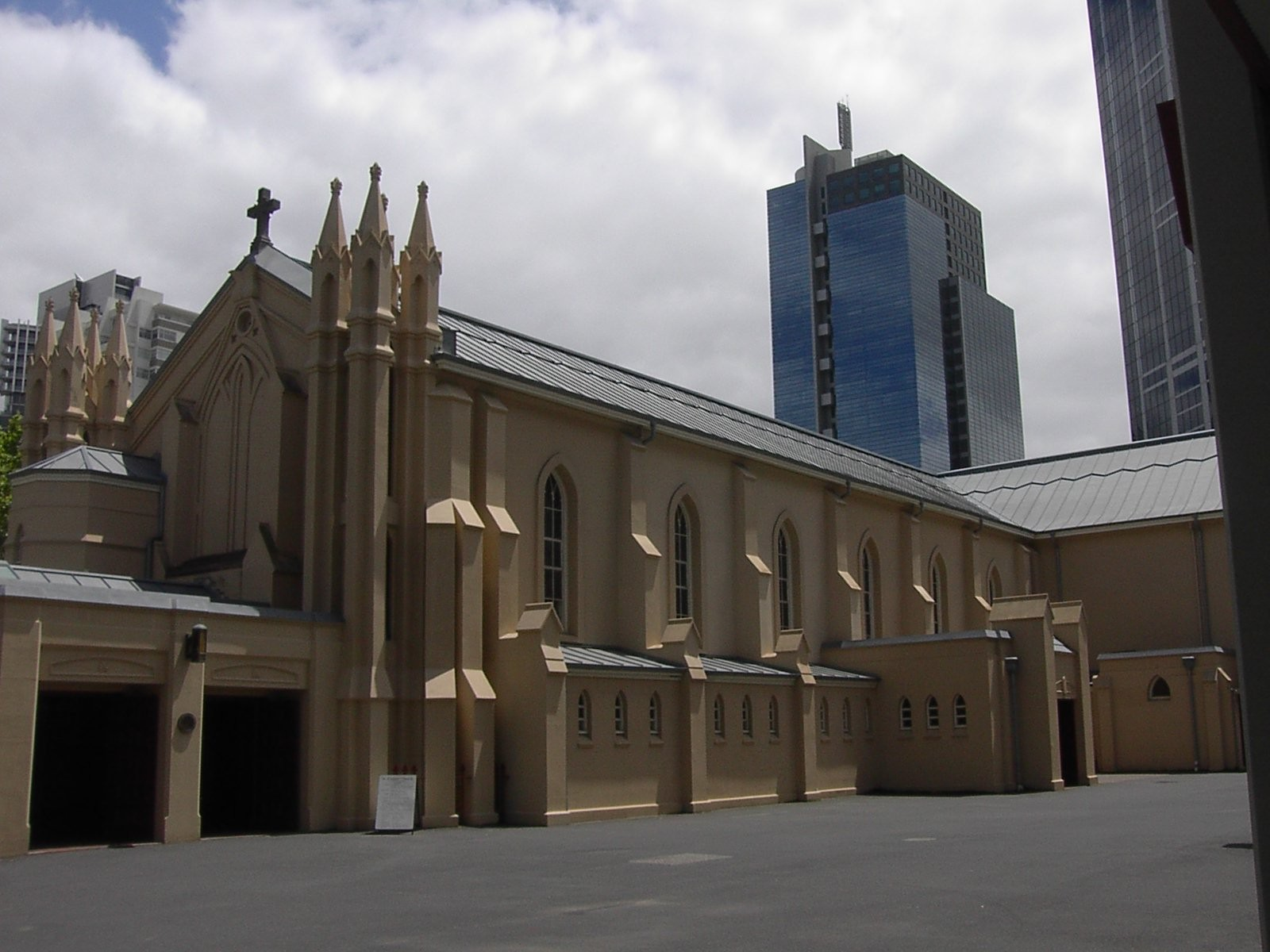
Église Saint-François de Melbourne, où Edward De Lacy Evans épouse Mary Delahunty en 1856.

Comme condition de son passage, Evans (sous le nom d'Ellen Tremayne) est engagé comme servante auprès de McKeddie, un hôtelier de Melton, gagnant 25 shillings par semaine. Cependant, il quitte bientôt son poste et part retrouver Mary Delahunty, une passagère de l'Ocean Monarch. Delahunty, une gouvernante de 34 ans originaire de Harristown, dans le comté de Waterford, noue des liens étroits avec Evans pendant le voyage. Mme Thompson, une autre passagère, affirme plus tard qu'Evans et Delahunty viennent du même village du comté de Kilkenny et que Delahunty emporte avec elle 900 £. Delahunty aurait déclaré qu'elle épouserait Evans « dès que le navire atteindrait Melbourne ».
Vêtu de vêtements masculins et se faisant appeler « Edmund De Lacy », Evans épouse Delahunty lors d'une cérémonie catholique romaine à l'église Saint-François.

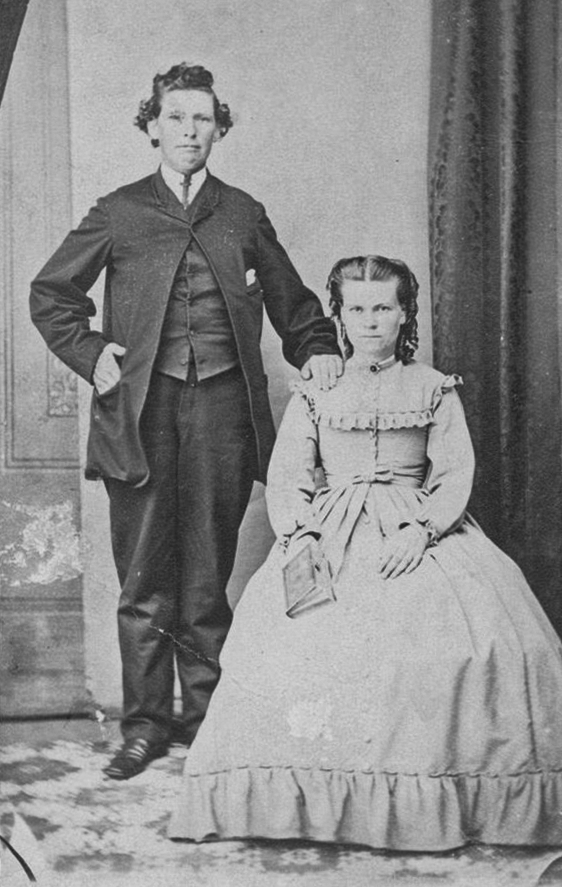
Evans (à gauche) photographié avec sa troisième épouse, Julia Marquand (à droite).

On sait peu de choses sur la vie conjugale d'Evans et Delahunty dans les années qui suivent leur mariage, bien que des rapports suggèrent qu'ils « ne vivaient pas confortablement ensemble ». Evans déménage vers le nord pour travailler comme mineur à Blackwood, près de Melton, où il avait été employé sous le nom d'Ellen Tremayne. Delahunty le suit en 1858. À Blackwood, Delahunty fonde une école mais la quitte en 1862 pour épouser Lyman Oatman Hart, un géomètre minier américain.
Delahunty justifie son acte, en rejetant les accusations de bigamie en affirmant que son premier mariage n'est pas valide parce qu'Evans est une femme, Elle et Hart déménage à Daylesford, où ils vivent dans les années 1860 et 1870.

## Sandhurst
En 1862, Evans quitte Blackwood, Victoria, et s'installe dans la ville de Sandhurst, au centre de l'État de Victoria (aujourd'hui connue sous le nom de Bendigo ). Se présentant comme veuf, il épouse Sarah Moore, une Irlandaise de 23 ans. Au cours des cinq années suivantes, Evans occupe divers emplois, notamment ceux de charretier, mineur, forgeron et laboureur. Il vit avec Moore dans plusieurs villes voisines et possède des actions dans plusieurs mines d'or, payant des impôts fonciers à Sandhurst et dans le district voisin d'Eaglehawk (en). Il est emprisonné pendant sept jours pour intrusion après avoir été retrouvé dans la chambre d'un domestique dans un hôtel local,.
En 1867, Moore meurt d'une tuberculose pulmonaire. L'année suivante, Evans rencontre et épouse Julia Marquand, une amie de 25 ans de la sœur de sa défunte épouse. Marquand est une assistante couturière française qui vit avec sa sœur et son beau-frère, Jean Baptiste Loridan, un homme d'affaires de Sandhurst propriétaire du City Family Hotel.
Au cours des premières années de leur mariage, Evans et Marquand vivent souvent séparés, mais ils se réconcilient en 1872. Evans progresse dans sa carrière minière et  ils ont une maison à Sandhurst, un cottage qu'il a lui-même construit. Un portrait formel en studio pris à cette époque est remarquable pour sa représentation du sens de la stabilité du couple et de la vie de famille traditionnelle.
En 1877, Marquand donne naissance à une fille, qu'ils nomment Julia Mary. Evans soutient Marquand lorsqu'elle intente une action en justice contre son beau-frère Jean Baptiste Loridan pour obtenir une pension alimentaire pour l'enfant. Pourtant, Evans est mentionné comme le père sur le certificat de naissance de l'enfant. À cette époque, Evans souffre d'un accident du travail et, bien qu'il accueille l'enfant comme le sien, il est «perturbé par les circonstances dans lesquelles sa femme est tombée enceinte ».
Le 21 juillet 1879, Jean Baptiste Loridan emmène Evans à l'hôpital de Bendigo, affirmant qu'Evans est devenu « dangereux pour les autres ». Evans s'échappe après avoir refusé de prendre un bain, mais est arrêté à son domicile le lendemain. Il est traduit devant le tribunal de police, où les magistrats confirme l'évaluation médicale selon laquelle il souffre d'un « ramollissement cérébral ». Evans est ensuite interné d'office dans les services psychiatriques de l'hôpital de Bendigo.

## L'asile de Kew et l'attention de la presse

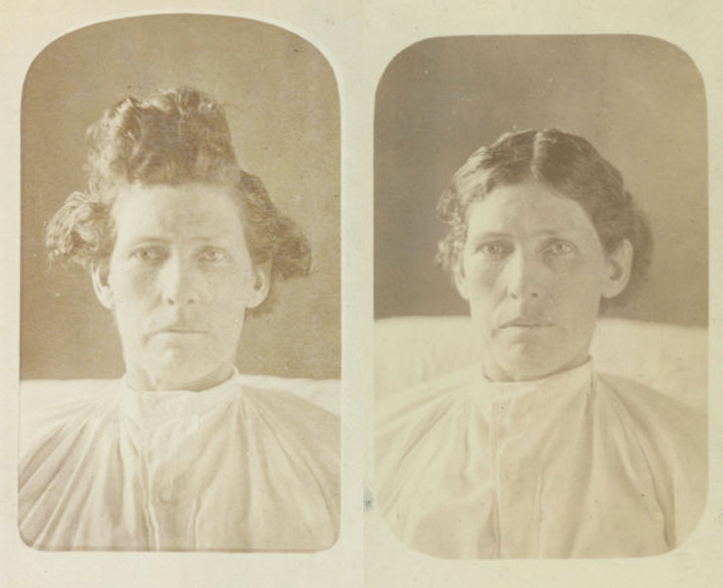
1879 photographies d'Evans à l'asile d'aliénés de Kew.

Le 30 août 1879, l'hôpital décide d'envoyer Evans et un autre patient à l'asile de Kew près de Melbourne, accompagnés d'un agent de police. Marquand est à la gare quand ils partent. Evans lui dit de prendre soin de Julia Mary, et Evans et sa femme pleurent au moment de se séparer.

Les événements survenus à l'asile de Kew sontdécrits dans The Argus le 3 septembre 1879 :
Un incident curieux s'est produit à l'asile d'aliénés de Kew. Un aliéné a été amené de Sandhurst par la police et admis dans l'un des services réservés aux hommes. Le patient est resté relativement calme jusqu'à ce que les préparatifs pour le bain habituel soient faits. Le patient a opposé une résistance violente aux infirmiers, due au fait que l'homme présumé était en réalité une femme. Le plus singulier de l'affaire est que cette femme a été admise à l'hôpital de Sandhurst comme patient masculin et envoyée de là à l'asile sous le nom d'Evans. Elle déclare avoir vécu à Sandhurst pendant de nombreuses années, habillée en homme. Elle a environ 35 ans.
Le 4 septembre 1879, le Bendigo Advertiser (en) titre « Cas extraordinaire de dissimulation de relations sexuelles » et rapporte :
L'une des impostures les plus inouïes a été révélée ces derniers jours, une imposture que la presse de ces colonies a toujours eu pour tâche de relater, et qui, disons-le, est sans précédent dans les annales du monde entier. Une femme, sous le nom d'Edward De Lacy Evans, se fait passer pour un homme depuis vingt ans dans diverses régions de la colonie de Victoria... Comme il est presque impossible de relater cette affaire sans utiliser le pronom masculin pour désigner Evans, nous proposons d'utiliser cette appellation.

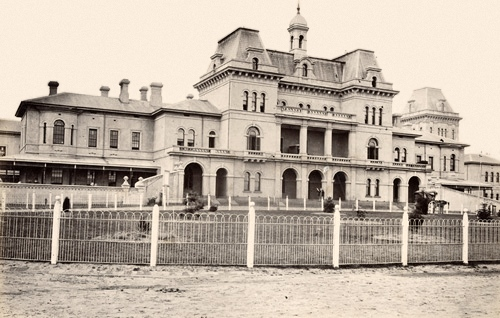
L'asile de Kew au XIXe siècle, où Edward De Lacy Evans y est envoyé.

L’incident est rapidement largement relayé, tant au niveau local qu’international. L'asile de Kew déterminé qu'Evans est une femme, après quoi il a été « rapidement remis à des infirmières » et renvoyé à Bendigo. Evans a rappelé plus tard :
Les gars là-bas m'ont attrapé pour me donner un bain, puis ils m'ont déshabillé pour me mettre dans l'eau, et là, ils ont vu l'erreur. L'un d'eux s'est enfui comme effrayé ; les autres étaient stupéfaits et ne pouvaient pas parler. J'ai été transféré chez les femmes, et habillé de robes et de jupons.
Alors qu'il est encore à l'hôpital de Bendigo, Evans révèle qu'il connait le père de son enfant, exprime ses inquiétudes concernant l'infidélité de sa femme et ses problèmes financiers ainsi la perte potentielle de sa maison. Il déclare : « La conjonction de tous ces éléments suffisait à rendre un homme fou. ».
Marquand insiste auprès de la presse sur le fait qu'elle n'a jamais su qu'Evans n'était pas un homme. Pendant ce temps, les photographes capitalisent sur la publicité. Le photographe de Stawell, Aaron Flegeltaub, vend des copies d'un portrait officiel antérieur d'Evans et Marquand. Le photographe de Sandhurst, N. White, obtient un accès à l'hôpital pour prendre des photos d'Evans dans une « chemise de nuit d'hôpital blanche (ou camisole de force) », qui sont ensuite été vendues comme curiosités.
Evans est soumis à un examen gynécologique par le Dr Penfold, ce qui lui cause une détresse importante. L'examen confirme qu'Evans est « physiologiquement une femme » et qu'elle a donné naissance à un enfant. Evans affirme plus tard que l'examen lui a causé du tort.
Le 10 octobre 1879, l'hôpital de Bendigo refuse une demande de l'asile de Kew de renvoyer Evans, invoquant son amélioration. En décembre, Evans est déclaré « guéri » et libéré,. Cependant, vêtu d'une tenue féminine, il semble toujours en détresse mentale  lorsqu'il témoigne en faveur de Marquand durant son procès infructueux contre Loridan,.

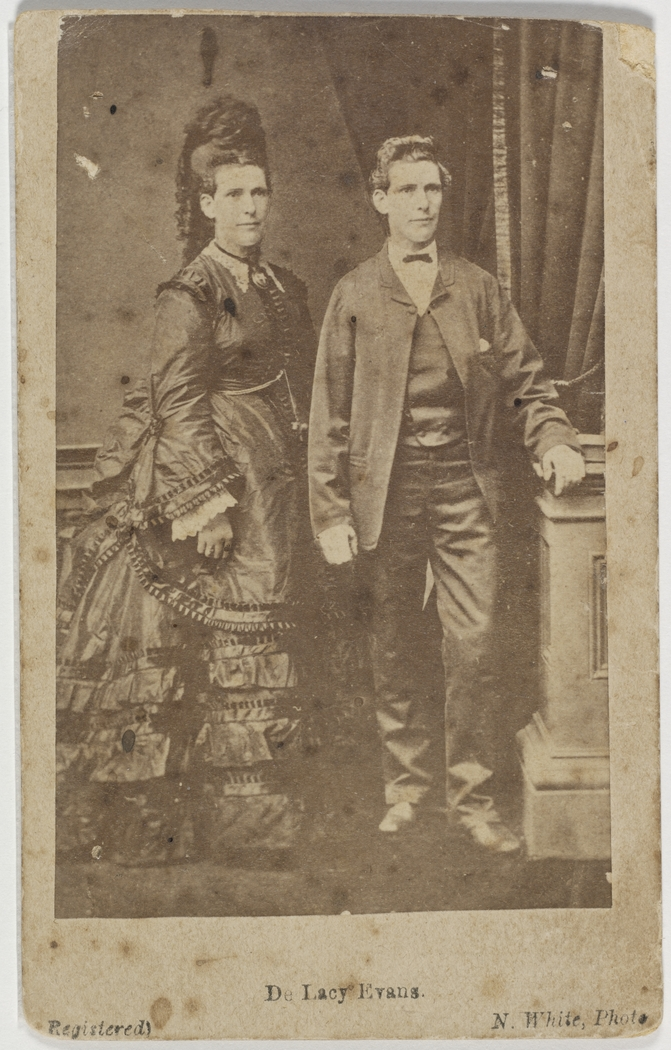
Une carte de visite trafiquée d'Evans, probablement créée par un « copier-coller » par le photographe de Bendigo N. White après septembre 1879, vendue comme une curiosité.

## Fin de vie et héritage
Fin décembre 1879, Evans participe à des événements organisés par les forains Augustus Baker Pierce (en) et William Bignell à Geelong et Stawell. Les journaux notent que « ni l'esprit ni le corps ne possèdent la vigueur autrefois si remarquable. ». Ces prestations sont suivies en 1880 par des apparitions à Melbourne, où Evans est présenté comme « Le merveilleux imitateur masculin » dans le cadre de l'exposition Merveilles vivantes au Waxworks. À Sydney, les spectacles d'Evans sont accompagnés de brochures faisant la promotion de « The Man-Woman Mystery ».
En février 1881, Evans demande à être admis dans un asile de bienfaisance et est envoyé au Melbourne Immigrants' Home sur St Kilda Road. Evans y réside jusqu'à sa mort 20 ans plus tard, le 25 août 1901.
Evans n'est pas le premier cas de personnes ayant vécu sous une identité de genre différente de celle à laquelle elles ont été assignées à la naissance mentionnée par la presse coloniale. Des cas ultérieurs sont également mentionnés sous le nom de « autre cas De Lacy Evans » par la suite.
En 1897, Joseph Furphy, qui vit près de Bendigo depuis la fin des années 1860, publie son premier roman, Such Is Life (en), et inclut une référence passagère à Evans « l'un de ces De Lacy Evans dont on lit souvent parler dans les romans. ».
En 2006, des sites associés à Evans sont inclus dans la promenade historique queer Australian Queer Archives (en) lors festival Midsumma (en)de Melbourne.